# Applejack
L'applejack és una beguda alcohòlica forta produïda a partir de les pomes, procedent del període colonial americà, i es creu que s'originà en el brandi de poma francès Calvados. La prevalença de la beguda va disminuir als segles xix i xx enmig de la competència d'altres esperits.
Applejack s'utilitza en diversos còctels, inclòs el Jack Rose. És un tipus d'aiguardent de fruita.